# Le Costume du Père Noël
Pour plus de détails, voir Fiche technique et Distribution.
 Le Costume du Père Noël (The Santa Suit) est un téléfilm de Noël canadien réalisé par Robert Vaughn et diffusé aux États-Unis le 2 décembre 2010 sur Hallmark Channel.

## Fiche technique
- Titre original : The Santa Suit
- Réalisation : Robert Vaughn
- Scénario : Kevin Commins
- Musique : Stacey Hersh
- Durée : 89 minutes
- Pays :  Canada
- Date : 2010

## Distribution
- Brianna Daguanno : Gemma
- Darrell Faria : Sebastian
- Derry Robinson : Kris Krandall
- Jason Blicker (en) : Norm Dobson
- Jennifer Gibson : Alicia
- Jodie Dowdall : Nancy Baxter
- Kevin Sorbo : Drake Hunter
- Rosemary Dunsmore : Marge